# Mikel Gaztañaga
Mikel Gaztañaga Etxeberria (født 30. december 1979) er en spansk tidligere professionel cykelrytter.